# Великое (озеро, Гороховецкий район, к северу от Гороховца)
Вели́кое (также Великое Боровое) — пресноводное озеро на севере Гороховецкого района Владимирской области.

## Расположение
Озеро находится на Балахнинской низине, в левобережье приустьевой части Клязьмы, в 11 км к северу от города Гороховец.

## Физико-географическая характеристика
Форма озера овальная, вытянута в широтном направлении, береговая линия слабо изрезана. Острова отсутствуют. Располагается на высоте 88,4 м над уровнем моря. Берега озера низкие, в значительной степени заболоченные, поросшие смешанным лесом. Площадь водоёма составляет 1,8 км2, площадь водосборного бассейна — 14 км². Длина озера 2,9 км, максимальная ширина в северной части составляет около 900 м. К северу находится болото Святецкое с озером Святецким, к востоку — болото Великовское, на юге — болото Гасимка. На западе вытекает протока к ручью Великому, впадающему в Клязьму напротив Гороховца.
Код водного объекта в государственном водном реестре — 09010301111110000007510.